# Vavrečka
Vavrečka (ungarisch Vavrecska) ist eine Gemeinde im äußersten Norden der Slowakei mit 1707 Einwohnern (Stand 31. Dezember 2024) und gehört zum Okres Námestovo innerhalb des Žilinský kraj.

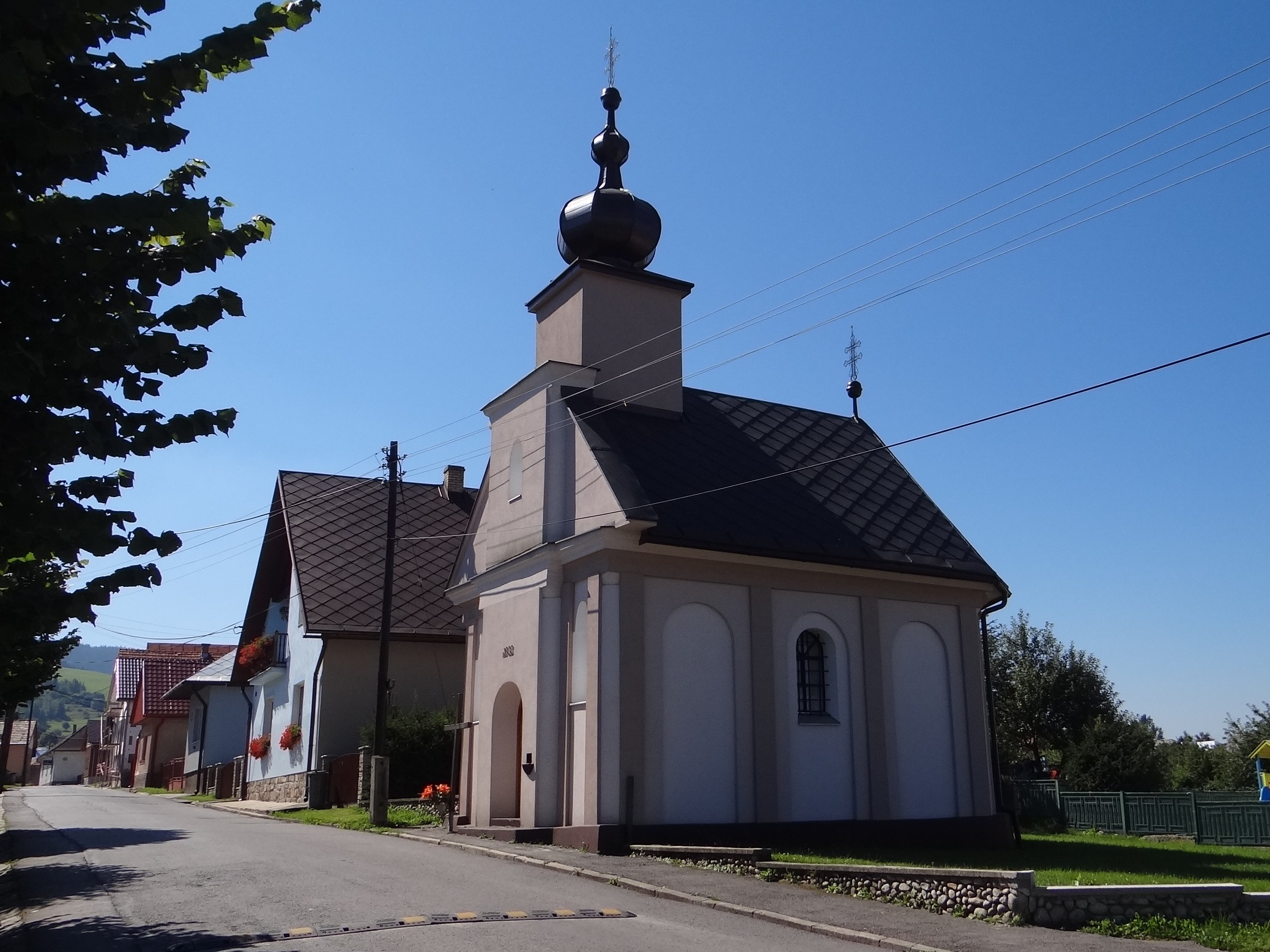
Kirche

## Geographie
Die Gemeinde befindet sich unterhalb des Gebirgsstocks Oravská Magura am westlichen Ufer des Orava-Stausees. Das Ortszentrum liegt auf einer Höhe von 648 m n.m. und ist dreieinhalb Kilometer von Námestovo entfernt.
Nachbargemeinden sind Námestovo im Norden, Trstená im Osten, Štefanov nad Oravou im Südosten, Tvrdošín im Süden, Ťapešovo im Südwesten und Oravská Jasenica im Westen.

## Geschichte
Vavrečka als Ort entstand im 16. Jahrhundert nach walachischem Recht und wurde zum ersten Mal 1592 als Zigmundka schriftlich erwähnt; der heutige Name tritt 1609 als Wawreczka auf. Das Dorf gehörte zum Herrschaftsgut der Arwaburg und wurde von Erbrichtern verwaltet. Während der Kuruzzenkriege wurde Vavrečka verwüstet und danach an einer anderen Stelle wieder aufgebaut. 1828 zählte man 91 Häuser und 611 Einwohner; neben Landwirtschaft und Viehhaltung waren auch Forstwirtschaft, Herstellung von Holzgeschirr und Leinenweberei verbreitet.
Bis 1918 gehörte der im Komitat Arwa liegende Ort zum Königreich Ungarn und kam danach zur Tschechoslowakei beziehungsweise heute Slowakei.

## Bevölkerung
| Jahr                | 1994 | 2004     | 2014     | 2024     |
| ------------------- | ---- | -------- | -------- | -------- |
| Anzahl der Personen | 1061 | 1290     | 1434     | 1707     |
| Unterschied         |      | +21,58 % | +11,16 % | +19,03 % |

| Jahr                | 2023 | 2024    |
| ------------------- | ---- | ------- |
| Anzahl der Personen | 1696 | 1707    |
| Unterschied         |      | +0,64 % |

Nach der Volkszählung 2011 wohnten in Vavrečka 1403 Einwohner, davon 1383 Slowaken, zwei Tschechen sowie jeweils ein Mährer und Pole. Ein Einwohner gab eine andere Ethnie an und 15 Einwohner machten diesbezüglich keine Angabe. 1355 Einwohner bekannten sich zur römisch-katholischen Kirche, vier Einwohner zur griechisch-katholischen Kirche und ein Einwohner zur evangelischen Kirche A. B. 19 Einwohner waren konfessionslos und bei 24 Einwohnern wurde die Konfession nicht ermittelt.